# Robin Hendrix
Robin Hendrix, född 14 januari 1995, är en friidrottare från Belgien. Han deltog vid olympiska sommarspelen 2020.